# 王安哥
王安哥（？—1328年），元朝女性人物，是河南偃师人。
天历元年（1328年），两都之战，西兵攻掠河南，王安哥跟随父亲躲避兵祸，逃到邙山丁家洞。西兵入山中，搜索到了她们，见王安哥貌美，把她驱赶出山，想要奸污她。王安哥不从，跳山涧而死。有司禀告朝廷，并表彰其庐舍。